# Câinele Pisică
Câinele Pisică (în engleză CatDog) este un desen animat difuzat pe Nickelodeon, creat de Peter Hannan. Serialul a fost difuzat timp de 3 sezoane, între 1998 și 2005, la Nickelodeon. Este vorba despre un personaj cu o jumătate fiind pisică, iar cealaltă câine.